# Hylopsar purpureiceps
Hylopsar purpureiceps е вид птица от семейство Скорецови (Sturnidae).

## Разпространение
Видът е разпространен в Ангола, Габон, Екваториална Гвинея, Камерун, Демократична република Конго, Република Конго, Нигерия, Уганда и Централноафриканската република.